# Focus stacking

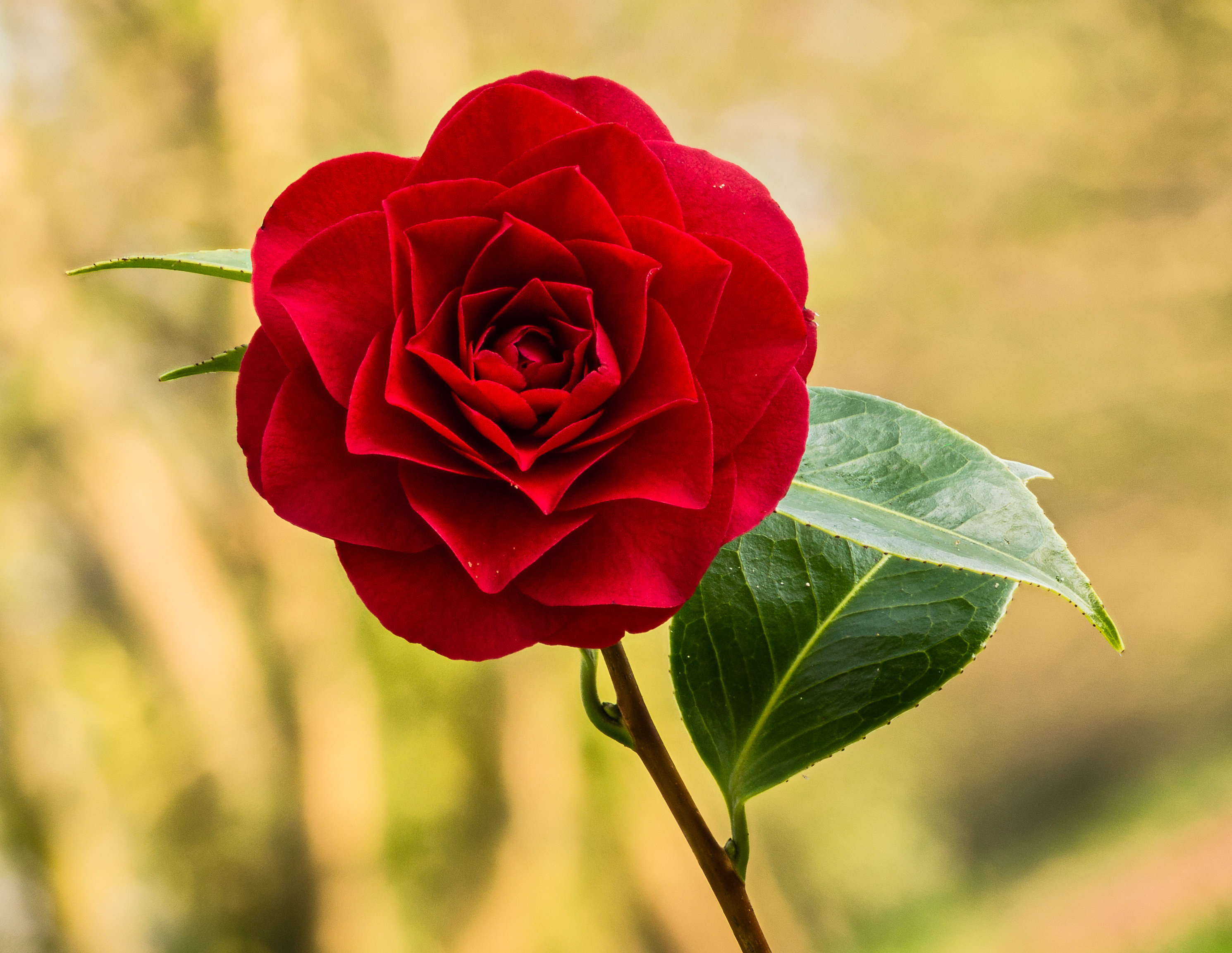
Immagine ottenuta tramite il focus stacking di undici fotografie

Il focus stacking è una tecnica fotografica digitale che prevede l'esecuzione di una serie di scatti della stessa inquadratura ognuno su un piano di messa a fuoco diverso in sequenza, allo scopo di ottenere un'immagine finale con una profondità di campo maggiore di quella ottenibile con le tecniche tradizionali. Si usa principalmente in fotografia paesaggistica, macro e micro fotografia, ove la distanza ravvicinata del soggetto restringe la profondità di campo a pochi millimetri.
Per elaborare la sequenza delle immagini ottenute, si utilizzano dei software di editing che combinano le zone a fuoco e l'allineamento dei vari scatti, fondendo il tutto in un'unica immagine. I più utilizzati sono Adobe Photoshop (ma solo dalla versione CS4 in poi), Helicon Focus, Zerene Stacker e Combine ZP. Alcuni modelli di fotocamere (ad esempio le Olympus OM-D più performanti) offrono la possibilità di effettuare la fusione della sequenza di immagini automaticamente, direttamente nel corpo macchina.
Per i migliori risultati in ripresa si utilizza un treppiede corredato di testa a 3 movimenti e una slitta di messa a fuoco macro per avvicinare il blocco macchina+obiettivo al soggetto, senza  usare l'elicoidale dell'obiettivo per modulare con precisione la messa a fuoco.